# ديفيد دبليو بيك
ديفيد و. بيك (3 ديسمبر 1902 - 23 أغسطس 1990) فقيها أمريكيا. في الفترة من 1947 إلى 1957، كان كبير قضاة محكمة الاستئناف بالمحكمة العليا في نيويورك، وفي ذلك الوقت قام بدور قيادي في إصلاح القضاء في تلك الولاية. في عام 1950، في ألمانيا ، قاد بيك المجلس الاستشاري لتقديم توصيات عن العفو عن مجرمي الحرب المدانين والمجرمين النازيين.

## الحياة والعمل
وُلد ديفيد وارنر بيك في كراوفوردسفيل في إنديانا (كراوفوردسفيل هو الرئيس الإداري لمقاطعة مونتغومري وموطن كلية واباش، وهي كلية خاصة). تخطى بيك السنة الأولى من المدرسة الثانوية وبدأ في سن 16 للدراسة في كلية واباش حيث تخرج بعد ثلاث سنوات، بدلاً من الأربع سنوات المعتادة، مع مرتبة الشرف. ثم درس القانون في كلية الحقوق بجامعة هارفارد. لتمويل دراسته، عمل مدرسًا. 

## روابط خارجية
- ديفيد دبليو بيك على موقع IMDb (الإنجليزية)